# Melomys caurinus
Melomys caurinus — вид гризунів родини мишевих (Muridae). Він є ендемічним для Каракелонг і Салебабу на островах Талауд в Індонезії, де зустрічається в лісових місцях існування.

## Морфологічна характеристика
Гризун середнього розміру з довжиною голови й тулуба 176 мм, довжиною хвоста від 136 до 137 мм. Верхня частина темно-коричнево-сіра, а черевна частина кремово-біла. Тильні сторони лап сірі. Хвіст коротший за голову та тіло, рівномірно чорнувато-коричневий і покритий 13 кільцями лусочок на сантиметр.

## Поведінка
Ймовірно, це наземний вид.

## Загрози й охорона
Міжнародний союз охорони природи оцінив його природоохоронний статус як «під загрозою зникнення», оскільки вважається, що чисельність його популяції зменшується, природні ліси на острові поступово вирубуються, а загальна площа поширення цього виду становить близько 1000 особин на кв.км.